# Óculos

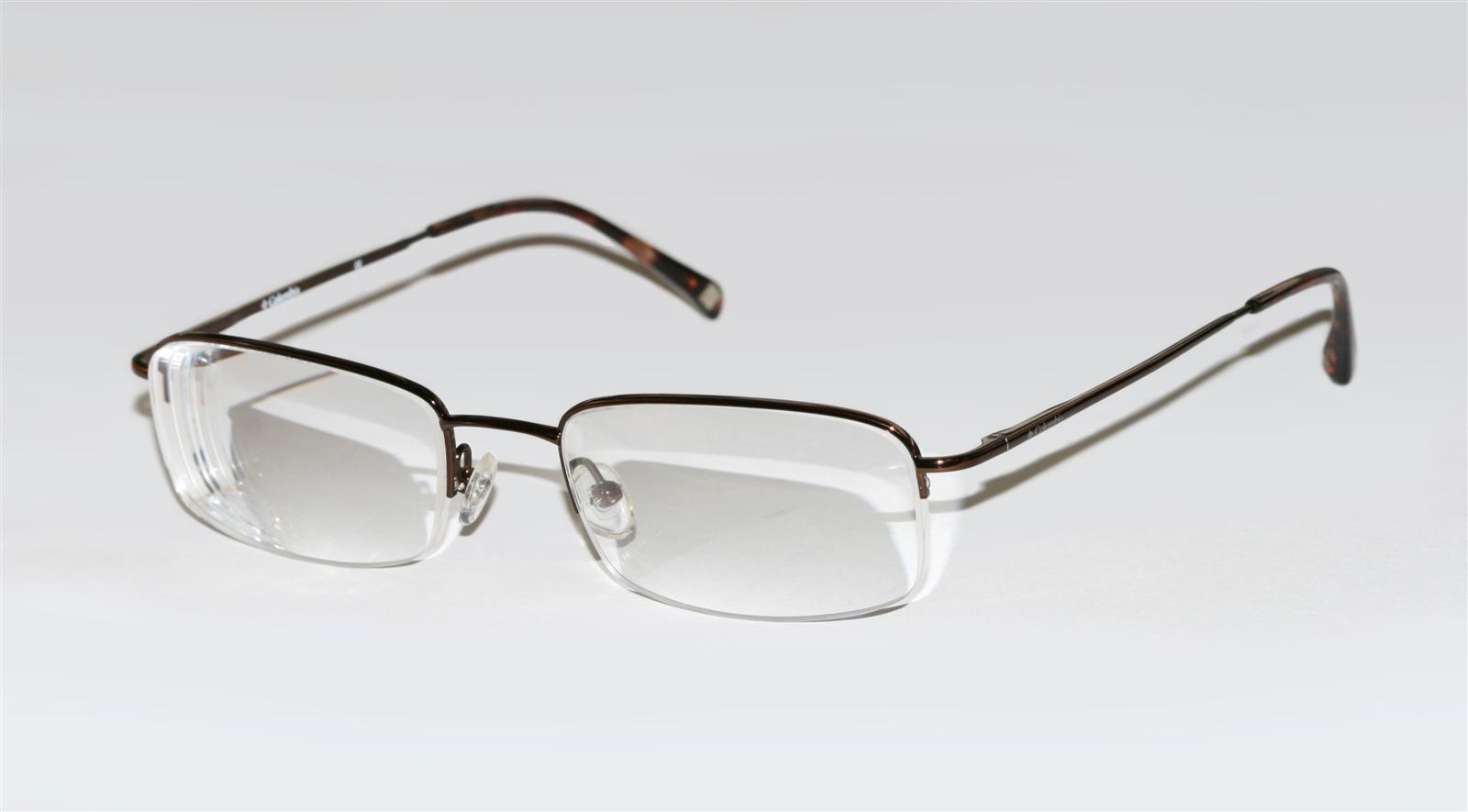
Um exemplo de óculos modernos.

Os óculos são dispositivos ópticos utilizados para a compensação de ametropias, e/ou proteção dos olhos, ou ainda por motivos estéticos, utilizados na parte superior da face, próximos aos olhos, mas sem entrar em contacto físico com estes, constituídos geralmente por duas lentes oftálmicas e uma armação. Atualmente, quase todos os modelos de óculos são usados diante do rosto repousando sobre o nariz e orelhas.

## História
A palavra óculos surgiu com o termo ocularium, na Antiguidade Clássica. O termo era utilizado para designar os orifícios das armaduras dos soldados da época, que serviam para permitir que os mesmos vissem.
Somente no século I d.C surgiram as primeiras lentes corretivas, que eram feitas com pedras semipreciosas cortadas em tiras finas e davam origem aos óculos de grau para perto.

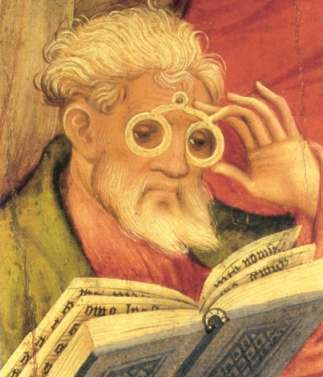
O Apóstolo dos Óculos por Conrad von Soest.

Contudo, foi somente em torno do ano 1000 d.C. que o matemático árabe Alhazen formulou uma teoria sobre a incidência de luz em espelhos esféricos e como isso reagia no olho humano. Os monges eram, sobretudo, os mais beneficiados com o objeto, por passarem horas trabalhando nas grandes bibliotecas da Europa. Em 1270, na Alemanha, foram criados os primeiros óculos com aros de ferro e unidos por rebites. Eram semelhantes a um compasso, porém não possuíam hastes.
Os modelos que foram mais usados no século XV eram o Pince-nez e o Lornhons. Porém, eles ainda não possuíam hastes fixas, sendo que a mesma só passou a surgir no século XVII, e era usada para se apoiar às orelhas.
No Brasil, os óculos surgiram no século XVI, com a colonização portuguesa, e eram usados principalmente por religiosos (em sua maioria jesuítas), funcionários da coroa portuguesa, colonos abastados e homens de letras.
Uma antiga referência histórica sobre a existência dos óculos remonta aos antigos egípcios no século V a.C., que retratam lentes de vidro sem grau.
As primeiras referências sobre a existência dos óculos datam de 500 a.C. e foram encontradas em textos do filósofo chinês Confúcio. Nessa época, eram apenas um adereço pessoal. As lentes eram de vidro, mas não tinham grau.
Foram as experiências em óptica de Robert Grosseteste e seu discípulo Roger Bacon que levaram à invenção dos óculos modernos. Em 1284, as guildas de Veneza já os mencionavam e durante o século XIV o fabrico de óculos popularizou-se por toda a Europa. Nem sempre os óculos foram fabricados com a forma com que são conhecidos hoje em dia. No século XIX era possível encontrar com mais facilidade que hoje os monóculos (apenas uma lente oftálmica) e, também, as lentes sem armação.
Em 1785, Benjamin Franklin inventou os primeiros óculos bifocais, com duas lentes a frente de cada olho unidas pela armação, possibilitando enxergar de longe e de perto em um único acessório.

Graças à utilização de matérias-primas mais baratas para sua produção e o grande avanço da tecnologia, hoje em dia existem os mais variados tipos de óculos, de diferentes tamanhos, cores, estilos, e para os mais variados gostos.

## Armações de óculos

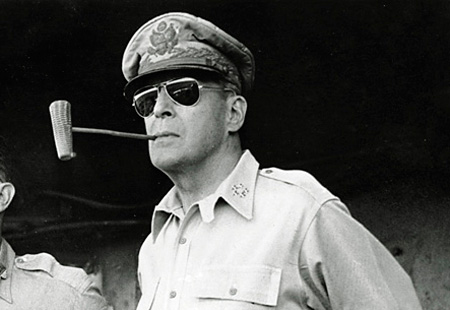
Óculos Aviador

Enquanto que os primeiros óculos eram usados principalmente para auxílio da leitura, hoje em dia os óculos são mais do que simples próteses de correção de deformidades visuais, sendo que, são agora um dos principais acessórios de moda das sociedades modernas.
Estima-se que, a cada dia que passa, centenas de novos modelos de armações de óculos sejam lançados no mercado em novas cores, designs e materiais.
Nas décadas de 1920 e 1930 e após a Primeira Guerra Mundial, a indústria de aviões, que primava pela construção de aeronaves modernas e capazes de alcançar altitudes impressionantes para a época, crescia de forma constante. Os pilotos eram prejudicados pela claridade excessiva do sol sobre as nuvens e sofriam distorções visuais.
A força aérea dos Estados Unidos encomendou à Baush & Lomb (empresa óptica americana fundada em 1849) lentes especiais para combater os danos criados pelos raios UV. Foram cerca de dez anos de pesquisas, mas finalmente foram criadas as lentes verdes de cristal especial capaz de reflectir e bloquear um alto nível de luz solar, além de proteger contra os raios ultravioleta e infravermelhos.
O design foi inspirado nas primeiras máscaras criadas para pilotos de avião. Foi baptizado como Anti-Glare Aviator e somente em 1937 passou a ser chamado de Ray Ban (do inglês Ray-Banner ou Raios Banidos), ganhou armação dourada e as ruas do mundo inteiro. Mas foi através do cinema que o Ray Ban obteve grande sucesso. Desde 1999, a marca pertence à empresa italiana Luxottica Group Spa.
Antes da explosão fashionista do aviador, outros modelos já roubavam a cena nas ruas e passarelas do mundo inteiro. As primeiras peças a se tornarem febre entre o público foram os óculos redondos, originados na década de 1920, e que retornaram depois na década de 1970 pelo estilo de John Lennon e Ozzy Osbourne.

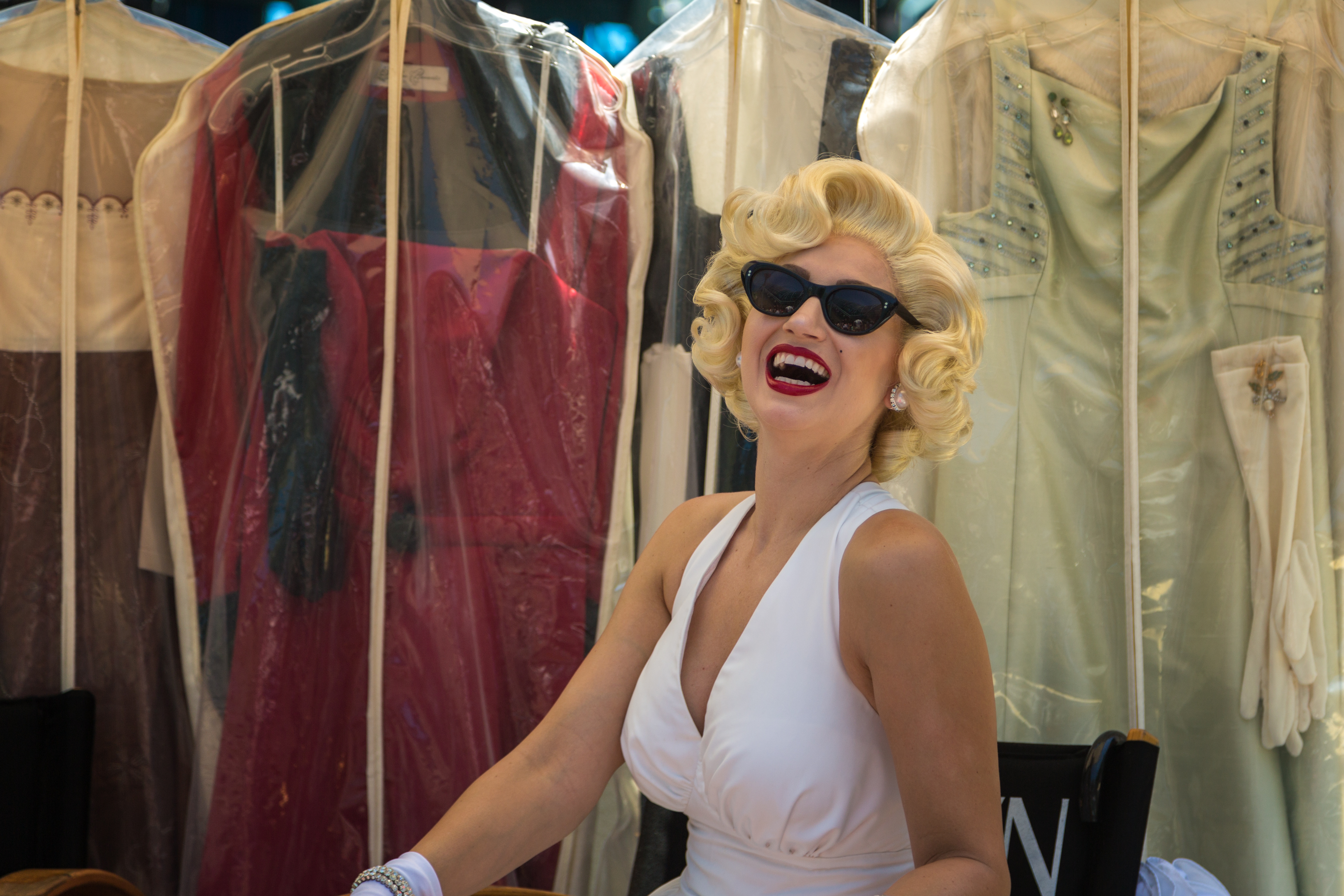
Marilyn Monroe e o modelo gatinho

A década de 1950 também foi responsável por trazer à tona outros designs. Querido entre as celebridades, o modelo Wayfarer foi um dos destaques da época, tudo devido ao seu visual ousado para a moda atual. Personalidades como Bob Dylan e Audrey Hepburn são apenas alguns dos responsáveis por popularizar o modelo.
Similar a uma máscara de carnaval, a armação gatinho, ou arlequim, foi outro fruto do período. Constantemente usado por pin-ups, o modelo era destaque por seu desenho inovador e, é claro, por ser um dos óculos favoritos de Marilyn Monroe. O sucesso da armação foi tanto que gerou posteriormente outro modelo similar, os óculos borboleta. Este, por sua vez, alcançou o seu ápice pelos olhos e estilo de Jackie Kennedy.
Muito destes se reinventaram ao longo dos anos, já outros foram criados do zero. A proposta para cada um sempre é beneficiar o estilo e conforto de todos os rostos. Entre os estilos ainda presentes no mercado existem também o retangular, oversized e quadrado.
Atualmente, os principais materiais utilizados em armações são o acetato de celulose, materiais metálicos, como ligas metálicas, titânio, alumínio e aço inoxidável, madeira e alguns da família dos injetados, como o Grilamid TR-90, por exemplo. Algumas armações misturam esses materiais. 
O acetato de celulose é um termoplástico hipoalergênico, leve e resistente à queda e à produtos químicos. Uma característica comum nesse tipo de armação é não possuir o apoio de plaquetas, e a haste é feita apenas de acetato, sem ponteira no final. Apresenta-se disponível em diferentes estilos, formatos e cores. Também é um dos materiais mais recomendados para quem possui alto grau de miopia pois, por ser um material mais grosso, esconde mais as bordas das lentes.
As armações de materiais metálicos são facilmente ajustáveis e geralmente suas junções são feitas para encaixe de parafusos, acompanhadas de plaquetas na região nasal para melhor encaixe. São leves e estão disponíveis em diversas cores, mas dependendo do material podem corroer e oxidar com o tempo, causando alergias na pele. Nesse sentido, o alumínio, titânio e aço inoxidável apresentam maior resistência à oxidação e são hipoalergênicos. O titânio ganhou mercado no início da década de 90, por sua leveza, resistência (resiste a sal, água, ácidos etc) e durabilidade. O alumínio não é muito flexível, podendo dificultar o ajuste ao rosto. O aço inoxidável é leve, resistente e flexível. As armações de materiais metálicos não disfarçam bem as bordas das lentes, não sendo indicado para quem possui alto grau.
Os modelos que utilizam madeira são mais raros. São conhecidos pela leveza extrema, mas, como ainda são novos, podem ter problemas de ajuste ao rosto, além de ainda serem mais caros no mercado. Mesmo assim, são considerados exemplos de beleza e tendência de moda. É importante porém, que a empresa possui as especificações dentro da legislação e do IBAMA (Instituto Brasileiro do Meio Ambiente e dos Recursos Naturais Renováveis).
Os materiais injetados incluem diversos materiais que não utilizam metal e são usados na fabricação de armações para óculos, como o Grilamid, o policarbonato, a fibra de carbono, o Optyl e o propionato. O policarbonato é muitas vezes usado em óculos de EPI (Equipamento de Proteção Individual), por ser extremamente resistente a possíveis impactos.A fibra de carbono é um material muito leve, mas uma vez que sofre alguma deformação, dificilmente pode ser reajustado para sua forma original. Por isso, é um material que perdeu a popularidade no mercado e atualmente é mais comum ser utilizado somente nas hastes da armação. O Optyl é um material resistente ao calor, e pode ser encontrado em diversas cores e modelos. Além disso, é hipoalergênico, ajustável e adaptado à transpiração da pele. Esse material é patenteado pela marca Carrera e produzido e usado exclusivamente pelo SAFILO GROUP, Itália. O propionato é popularmente chamado apenas como “injetado”, é bastante leve e flexível , mas muitas vezes é combinado com metal na base da armação.

## Tipos
- Óculos de grau ou graduados — têm a finalidade de corrigir distorções ópticas causadas por problemas de visão como hipermetropia (seja ela presbiopia ou não), miopia e astigmatismo. As lentes podem ser de vários materiais com vidro, resina, cristal, entre outros materiais.
- Óculos de sol
- Óculos de natação
- Óculos de segurança